# Neumichtis exclusa
Neumichtis exclusa là một loài bướm đêm trong họ Noctuidae.